# Врањска Бања
Врањска Бања је градско насеље и седиште истоимене градске општине Града Врања у Пчињском округу. Према попису из 2022. било је 4.260 становника.
Бања се налази на надморској висини од 400 m. Насеље је окружено планинама које припадају средишној зони старих громадних планина и котлина. У близини Бање се издижу планине: Бесна Кобила (1.922 m), Патарица (1.672 m), Српска Чука (1.415 m).

## Историја
До 1965. ово насеље је било седиште Општине Врањска Бања коју су чинила насељена места: Бабина Пољана, Бујковац, Црни Врх, Дуга Лука, Изумно, Клисурица, Корбевац, Корбул, Крива Феја, Кумарево, Лева Река, Липовац, Несврта, Паневље, Превалац, Првонек, Себеврање, Сливница, Стари Глог, Топлац и Врањска Бања. После укидања општине подручје бивше општине је у целини ушло у састав Општине Врање, а након што је Врање добило статус града, Врањска Бања поново је постала општина. Такође ова бања је најтоплија бања у Европи.
Ова градска општина је правно настала изменом Статута Града Врања 10. новембра 2010. године, а који је усвојен на Скупштини града Врања 28. децембра 2010. године. У наредном периоду следи конституисање свих органа власти градске општине. Статутом Града Врања је одређено која насељена места чине градску општину Врањска Бања.
Иначе покушаји формирања општине Врањска Бања трају од њеног укидања 1965. године, али су сви покушаји били безуспешни. Доношењем најновијег Закона о територијалној организацији Републике Србије донесеним 27. децембра 2007. године некадашња општина Врање је добила статус града па је тако добијена могућност за формирање општине Врањска Бања као градске општине града Врања.
Нова градска општина Врањска Бања има у свом саставу сва насеља која је имала до њеног укидања 1965. године, а то су: Врањска Бања (као насеље градског типа), Бабина Пољана, Бујковац, Дуга Лука, Изумно, Клисурица, Корбевац, Корбул, Крива Феја, Кумарево, Лева Река, Липовац, Несврта, Паневље, Првонек, Превалац, Себеврање, Сливница, Стари Глог, Топлац и Црни Врх.
Овде се налазе Основна школа "Предраг Девеџић" Врањска Бања, Железничка станица Врањска Бања и Вила Цакић.

## Култура
Врањска Бања је од давнина била центар разних културних дешавања. У току целе сезоне у Бањи су непрестано радиле позоришне групе. Било је више позоришних група, са различитим репертоарима. Извођена су драмска дела из српске књижевности „Коштана“, Хасанагиница, Зона Замфирова, Покондирена тиква. У предратном периоду у ресторану „Босна“ глумио је и познати уметник Петре Прличко. Хонорар су добијали од публике у виду добровољног прилога, а са програмом су наступали у свим бањским хотелима.
„Феник“, чардак од дрвених греда и покривен црепом био је на месту где се данас налази Споменик палим борцима 1941-1945г. Бањски државни оркестар је сваког јутра од седам до осам сати са феника свирао Будилицу од 11-12сати пред Државним хотелом, а поподне од 17-19 у парку.
Културни живот је употпуњаван и фолклорним играма где су се посебно истицале Косара Стојановић и Добрила Стошић –Јоксић. У Бањи је 1937. године певала Радојка Живковић.
На почетку 20. века у Врањској Бањи је певала чувена певачица Малика Јеминовић. Циганка плаве косе, плавих очију сан свих мушкараца у овом делу Србије. Била је надалеко позната као Борина Коштана. Удата за Асана у циганској махали на десној обали Бањштице није ишла да проси као друге Циганке, већ је својом песмом дочекивала виђене Врањанце и богаташе. Стални гост Бање био је чувени књижевник Бора Станковић. Малика је певала пред Бориним уздахом „Е Коштан мори“. Њено певање побудило је интересовање многих музиколога.
Миодраг Васиљевић, музиколог, у два наврата слушао је Коштану како пева. После велике молбе успео је да забележи неке песме : „Хаџи-Гајка“,“Што си Лено“,“Жали дико“, „Славуј пиле“,“Из Бању иде „ и др.
Малика Јеменовић-Коштана своје последње дане провела је као певачица у вили „Босна“. Коштана је преминула 1948. године. Остало је у сећању само присно другарство Циганке са Бором Станковић и речи великог књижевника: „Слушај, ти бре, Коштана, ти си џилитала – за љубав бакшиша, певала и старом и младом, и аги и раги, а ја сам од тебе направио анђела и песму – девојку“. Њени унуци и праунуци су у протеклој другој половини 20. века били најбољи певачи врањског мелоса.
Овде се одржава манифестација Дани каранфила.

## Демографија
У насељу Врањска Бања живи 4437 пунолетних становника, а просечна старост становништва износи 35,5 година (34,9 код мушкараца и 36,1 код жена). У насељу има 1719 домаћинстава, а просечан број чланова по домаћинству је 3,42.
Ово насеље је углавном насељено Србима (према попису из 2002. године), а у последња три пописа, примећен је пораст у броју становника.
|             | \| Демографија[4] \| Демографија[4] \| Демографија[4] \| \| Година \| Становника \| Становника \| \| -------------- \| -------------- \| -------------- \| \| 1948. \| 2.108 \| \| \| 1953. \| 2.362 \| \| \| 1961. \| 2.735 \| \| \| 1971. \| 4.088 \| \| \| 1981. \| 5.004 \| \| \| 1991. \| 5.779 \| 5.693 \| \| 2002. \| 5.882 \| 6.332 \| \| 2011. \| 5.347 \| \| |            |
| Демографија | |            |
| Година      | Становника | Становника |
| 1948.       | 2.108 |            |
| 1953.       | 2.362 |            |
| 1961.       | 2.735 |            |
| 1971.       | 4.088 |            |
| 1981.       | 5.004 |            |
| 1991.       | 5.779 | 5.693      |
| 2002.       | 5.882 | 6.332      |
| 2011.       | 5.347 |            |

| Етнички састав према попису из 2002.‍ | Етнички састав према попису из 2002.‍ | Етнички састав према попису из 2002.‍ | Етнички састав према попису из 2002.‍ | Етнички састав према попису из 2002.‍ |
| ------------------------------------ | ------------------------------------ | ------------------------------------ | ------------------------------------ | ------------------------------------ |
|                                      |                                      |                                      |                                      |                                      |
| Срби                                 | Срби                                 |                                      | 4.118                                | 70,01%                               |
| Роми                                 | Роми                                 |                                      | 1.625                                | 27,62%                               |
| Бугари                               | Бугари                               |                                      | 29                                   | 0,49%                                |
| Црногорци                            | Црногорци                            |                                      | 4                                    | 0,06%                                |
| Македонци                            | Македонци                            |                                      | 4                                    | 0,06%                                |
| Хрвати                               | Хрвати                               |                                      | 2                                    | 0,03%                                |
| Југословени                          | Југословени                          |                                      | 2                                    | 0,03%                                |
| Украјинци                            | Украјинци                            |                                      | 1                                    | 0,01%                                |
| Немци                                | Немци                                |                                      | 1                                    | 0,01%                                |
| непознато                            | непознато                            |                                      | 25                                   | 0,42%                                |

| Година пописа     | 1948. | 1953. | 1961. | 1971. | 1981. | 1991. | 2002. |
| ----------------- | ----- | ----- | ----- | ----- | ----- | ----- | ----- |
| Број домаћинстава | 450   | 532   | 677   | 1.094 | 1.209 | 1.471 | 1.719 |

| Број чланова      | 1   | 2   | 3   | 4   | 5   | 6   | 7  | 8  | 9 | 10 и више | Просек |
| ----------------- | --- | --- | --- | --- | --- | --- | -- | -- | - | --------- | ------ |
| Број домаћинстава | 217 | 371 | 280 | 480 | 170 | 135 | 41 | 15 | 5 | 5         | 3,42   |

| Пол    | Укупно | Неожењен/Неудата | Ожењен/Удата | Удовац/Удовица | Разведен/Разведена | Непознато |
| ------ | ------ | ---------------- | ------------ | -------------- | ------------------ | --------- |
| Мушки  | 2.315  | 585              | 1.579        | 100            | 30                 | 21        |
| Женски | 2.361  | 392              | 1.582        | 292            | 70                 | 25        |
| УКУПНО | 4.676  | 977              | 3.161        | 392            | 100                | 46        |

| Пол    | Укупно                    | Пољопривреда, лов и шумарство | Рибарство                            | Вађење руде и камена | Прерађивачка индустрија       |
| ------ | ------------------------- | ----------------------------- | ------------------------------------ | -------------------- | ----------------------------- |
| Мушки  | 909                       | 119                           | 0                                    | 27                   | 298                           |
| Женски | 655                       | 74                            | 0                                    | 5                    | 306                           |
| УКУПНО | 1.564                     | 193                           | 0                                    | 32                   | 604                           |
| Пол    | Производња и снабдевање   | Грађевинарство                | Трговина                             | Хотели и ресторани   | Саобраћај, складиштење и везе |
| Мушки  | 17                        | 49                            | 60                                   | 44                   | 69                            |
| Женски | 1                         | 4                             | 54                                   | 31                   | 10                            |
| УКУПНО | 18                        | 53                            | 114                                  | 75                   | 79                            |
| Пол    | Финансијско посредовање   | Некретнине                    | Државна управа и одбрана             | Образовање           | Здравствени и социјални рад   |
| Мушки  | 6                         | 5                             | 72                                   | 32                   | 29                            |
| Женски | 0                         | 6                             | 11                                   | 35                   | 91                            |
| УКУПНО | 6                         | 11                            | 83                                   | 67                   | 120                           |
| Пол    | Остале услужне активности | Приватна домаћинства          | Екстериторијалне организације и тела | Непознато            | Непознато                     |
| Мушки  | 19                        | 0                             | 0                                    | 63                   | 63                            |
| Женски | 5                         | 0                             | 0                                    | 22                   | 22                            |
| УКУПНО | 24                        | 0                             | 0                                    | 85                   | 85                            |

## Галерија
Старе разгледнице
- Некадашњи хотел Косово с почетка 20. века, из Завичајног одељења Библиотеке у Врању
- Некадашњи изглед парка с почетка 20. века, из Завичајног одељења Библиотеке у Врању
- Некадашњи изглед купатила с почетка 20. века, из Завичајног одељења Библиотеке у Врању
- Некадашњи изглед цркве с почетка 20. века, из Завичајног одељења Библиотеке у Врању

Фотографије Врањеске Бање